# Sandy & Junior 2002
Sandy & Junior 2002 foi a sexta turnê da dupla brasileira Sandy & Junior. A série de apresentações foi iniciada em 3 de maio de 2002, no ATL Hall, de Rio de Janeiro, e seguida de sete dias de shows no Credicard Hall, em São Paulo.
O show tinha o objetivo de promover o álbum da dupla lançado em 2001, o homônimo Sandy & Junior, sendo que oito canções do álbum foram cantadas, como "O Amor Faz" e "Quando Você Passa".
Com o lançamento do álbum Internacional (2002), algumas faixas do álbum foram adicionadas à set list da turnê, tais como: "Love Never Fails", "Words Are Not Enough" e "When You Need Somebody".
A direção coube a Paulo Silvestrini e as apresentações contaram com doze bailarinos, doze músicos e duas backing vocals. Descrevendo o palco e os cenários do espetáculo, Gislaine Gutierre do Diário do Grande ABC, escreveu: "o palco terá 19m de boca, 15m de profundidade e 11m de altura. Nas laterais serão colocados dois telões de 6m x 5m. O equipamento total para os dois shows totaliza 40 toneladas, incluindo 140 caixas de som de grande porte e spots suficientes para iluminar uma cidade de dez mil habitantes."
A turnê passaria por 40 cidades, mas algumas chegaram a ser canceladas. O show que seria feito em Ouro Fino, foi cancelado devido a falta de segurança.
O show foi lançado em CD e DVD, a gravação ocorreu no estádio do Maracanã, em outubro de 2002.

## Setlist
1. Não Dá Pra Não Pensar
2. As Quatro Estações
3. Nada é Por Acaso
4. Olha O Que O Amor Me Faz
5. Aprender a Amar
6. Super-herói (Não é Fácil) (Superman)
7. Deixa Eu Tentar
8. Baby, Liga Para Mim
9. Quando Você Passa (Turu Turu) (Turuturu)
10. Uninvited
11. Com Você (I'll Be There)
12. Inesquecível (Incancellabile)
13. Como é Grande o Meu Amor Por Você
14. Enrosca
15. A Lenda
16. Words Are Not Enough
17. When You Need Somebody/ Muy Cerca De Ti
18. Love Never Fails
19. O Amor Faz
20. A Gente Dá Certo (Contém elementos de "Billie Jean de Michael Jackson")
21. Cai a Chuva/ Me Diz (Tease Me)
22. Medley Vâmo Pulá 2002
  - Vâmo Pulá!
  - Eu Quero Mais
  - Beijo é Bom
  - Dig Dig Joy

- Depois do lançamento do single Love Never Fails, a mesma encerra o show com a versão remix.

## Datas

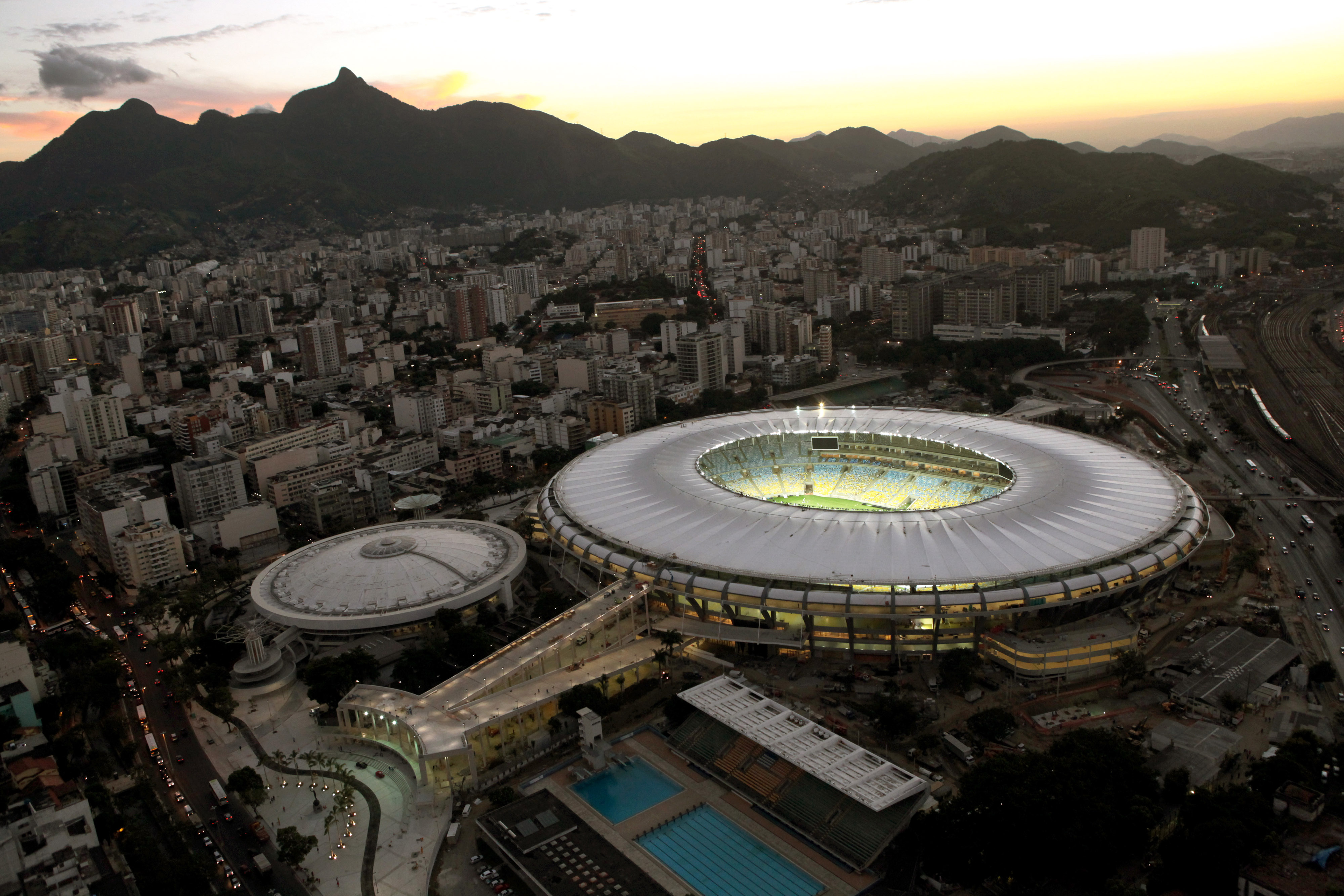
Em 12 de outubro de 2002, os irmãos se apresentaram com a turnê no estádio do Maracanã para um público de 70 mil pessoas. Eles foram os primeiros artistas brasileiros a se apresentarem sozinhos no estádio.

| Data                    | Cidade              | País           | Local                                 |
| América do Sul          | América do Sul      | América do Sul | América do Sul                        |
| ----------------------- | ------------------- | -------------- | ------------------------------------- |
| 3 de maio de 2002       | Rio de Janeiro      | Brasil         | ATL Hall                              |
| 4 de maio de 2002       | Rio de Janeiro      | Brasil         | ATL Hall                              |
| 5 de maio de 2002       | Rio de Janeiro      | Brasil         | ATL Hall                              |
| 10 de maio de 2002      | Rio de Janeiro      | Brasil         | ATL Hall                              |
| 11 de maio de 2002      | Rio de Janeiro      | Brasil         | ATL Hall                              |
| 12 de maio de 2002      | Rio de Janeiro      | Brasil         | ATL Hall                              |
| 16 de maio de 2002      | São Paulo           | Brasil         | Credicard Hall                        |
| 17 de maio de 2002      | São Paulo           | Brasil         | Credicard Hall                        |
| 18 de maio de 2002      | São Paulo           | Brasil         | Credicard Hall                        |
| 19 de maio de 2002      | São Paulo           | Brasil         | Credicard Hall                        |
| 24 de maio de 2002      | São Paulo           | Brasil         | Credicard Hall                        |
| 25 de maio de 2002      | São Paulo           | Brasil         | Credicard Hall                        |
| 26 de maio de 2002      | São Paulo           | Brasil         | Credicard Hall                        |
| 9 de agosto de 2002     | Belém               | Brasil         | Estádio do Baenão                     |
| 10 de agosto de 2002    | Manaus              | Brasil         | Studio 5                              |
| 11 de agosto de 2002    | Manaus              | Brasil         | Studio 5                              |
| 17 de agosto de 2002    | Campo Grande        | Brasil         | Parque Laucídio Coelho                |
| 18 de agosto de 2002    | Cuiabá              | Brasil         | Estádio José Fragelli                 |
| 31 de agosto de 2002    | Brasília            | Brasil         | Ginásio Nilson Nelson                 |
| 1 de setembro de 2002   | Goiânia             | Brasil         | Goiânia Arena                         |
| 27 de setembro de 2002  | Poços de Caldas     | Brasil         | Estádio Doutor Ronaldo Junqueira      |
| 28 de setembro de 2002  | Belo Horizonte      | Brasil         | Mineirinho                            |
| 29 de setembro de 2002  | Juiz de Fora        | Brasil         | Estádio Doutor José Procópio Teixeira |
| 5 de outubro de 2002    | São José dos Campos | Brasil         | Estacionamento do Shopping Colinas    |
| 6 de outubro de 2002    | Bauru               | Brasil         | Recinto Mello Moraes                  |
| 12 de outubro de 2002   | Rio de Janeiro      | Brasil         | Estádio do Maracanã                   |
| 13 de outubro de 2002   | São Paulo           | Brasil         | Estádio do Pacaembu                   |
| 18 de outubro de 2002   | Caxias do Sul       | Brasil         | Pavilhão da Festa da Uva              |
| 19 de outubro de 2002   | Porto Alegre        | Brasil         | Estádio Beira-Rio                     |
| 20 de outubro de 2002   | Pelotas             | Brasil         | Estádio Bento Freitas                 |
| 25 de outubro de 2002   | Joinville           | Brasil         | Estádio Ernesto Schlemm Sobrinho      |
| 26 de outubro de 2002   | Florianópolis       | Brasil         | Sapiens Parque                        |
| 27 de outubro de 2002   | Curitiba            | Brasil         | Estádio Major Antônio Couto Pereira   |
| 10 de novembro de 2002  | Vitória             | Brasil         | Estádio da Desportiva                 |
| 15 de novembro de 2002  | São Luís            | Brasil         | Estádio Castelão                      |
| 17 de novembro de 2002  | Fortaleza           | Brasil         | Estádio Presidente Vargas             |
| 22 de novembro de 2002  | Recife              | Brasil         | Classic Hall                          |
| 23 de novembro de 2002  | Recife              | Brasil         | Classic Hall                          |
| 24 de novembro de 2002  | Natal               | Brasil         | Estádio Machadão                      |
| 29 de novembro de 2002  | Brasília            | Brasil         | Ginásio Nilson Nelson                 |
| 30 de novembro de 2002  | Uberlândia          | Brasil         | Estádio Municipal João Havelange      |
| 24 de fevereiro de 2003 | Viña del Mar        | Chile          | Anfiteatro da Quinta Vergara          |
| 30 de maio de 2003      | São Paulo           | Brasil         | Credicard Hall                        |
| 31 de maio de 2003      | São Paulo           | Brasil         | Credicard Hall                        |
| 1 de junho de 2003      | São Paulo           | Brasil         | Credicard Hall                        |
| 6 de junho de 2003      | São Paulo           | Brasil         | Credicard Hall                        |
| 7 de junho de 2003      | São Paulo           | Brasil         | Credicard Hall                        |
| 8 de junho de 2003      | São Paulo           | Brasil         | Credicard Hall                        |
| 13 de junho de 2003     | Rio de Janeiro      | Brasil         | ATL Hall                              |
| 14 de junho de 2003     | Rio de Janeiro      | Brasil         | ATL Hall                              |
| 15 de junho de 2003     | Rio de Janeiro      | Brasil         | ATL Hall                              |
| 20 de junho de 2003     | Rio de Janeiro      | Brasil         | ATL Hall                              |
| 21 de junho de 2003     | Rio de Janeiro      | Brasil         | ATL Hall                              |
| 22 de junho de 2003     | Rio de Janeiro      | Brasil         | ATL Hall                              |
| 11 de julho de 2003     | São Paulo           | Brasil         | Credicard Hall                        |
| 12 de julho de 2003     | São Paulo           | Brasil         | Credicard Hall                        |
| 13 de julho de 2003     | São Paulo           | Brasil         | Credicard Hall                        |
| África                  |                     |                |                                       |
| 5 de agosto de 2003     | Luanda              | Angola         | Cine Karl Marx                        |
| 6 de agosto de 2003     | Luanda              | Angola         | Cine Karl Marx                        |
| América do Sul          |                     |                |                                       |
| 24 de agosto de 2003    | Barretos            | Brasil         | Parque do Peão                        |

### Shows cancelados
| Data                   | Cidade                | País   | Local                                    |
| ---------------------- | --------------------- | ------ | ---------------------------------------- |
| 9 de novembro de 2002  | Governador Valadares  | Brasil | Parque de Exposições                     |
| 16 de novembro de 2002 | Teresina              | Brasil | Estádio Governador Alberto Tavares Silva |
| 1 de dezembro de 2002  | São José do Rio Preto | Brasil | Estádio Anísio Haddad                    |

## Banda
- Bateria: Otávio de Moraes, Júnior
- Baixo: André Vasconcellos
- Guitarras: Júnior, Vinícius Rosa, Edson Guidetti
- Violões: Júnior, Vinícius Rosa, Sandy, Edson Guidetti
- Teclados: Beto Paciello
- Percussão: James Muller
- Backing Vocals: Milton Guedes, Tatiana Parra, Daniela Mônaco
- Sax: Júnior, Milton Guedes
- Flauta: Milton Guedes
- DJ: Tubarão